# David Cox (artista)
David Cox (Deritend, Birmingham, 29 de abril de 1783 - 7 de junio de 1859) fue un pintor paisajista inglés. 
Era hijo de un herrero, quien se convirtió en una de las figuras más importantes del arte británico durante la llamada Edad dorada de la pintura a la acuarela. Fue considerado por sus contemporáneos como rival sólo de John Constable en su retrato de los estados de ánimo de la naturaleza. 

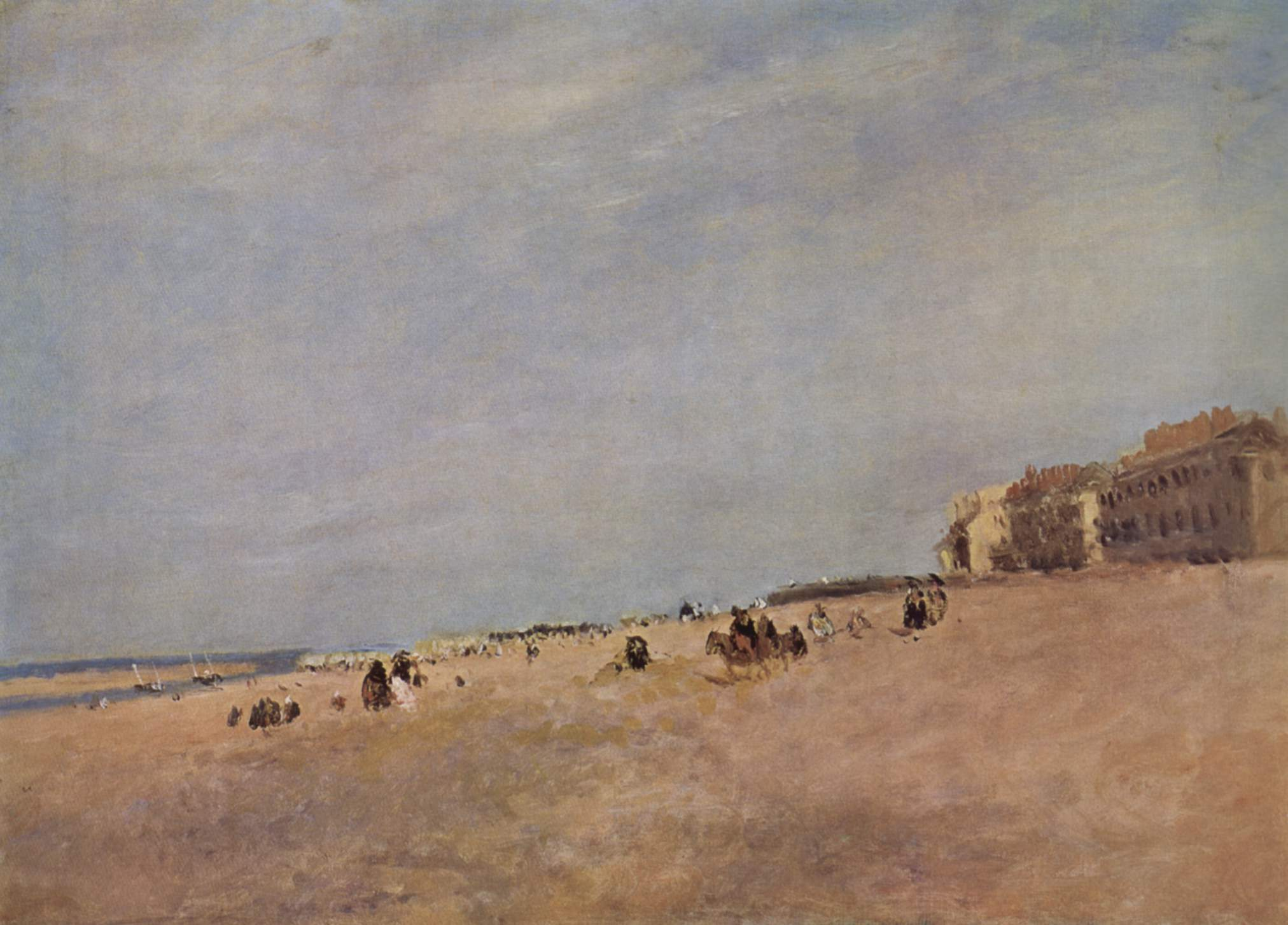
Playa de Rhyl, 1854.